# Ciclo solar

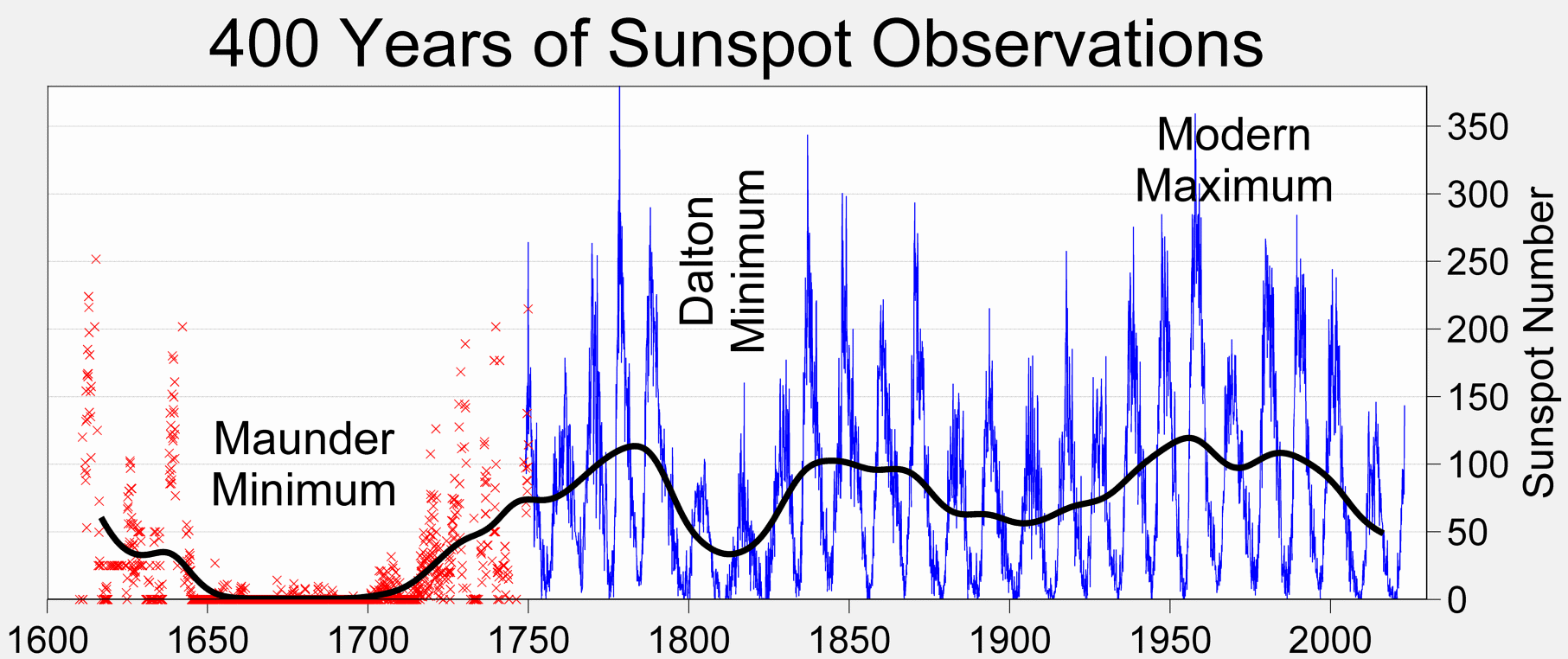
400 anos de história de manchas solares, incluindo o Mínimo de Maunder

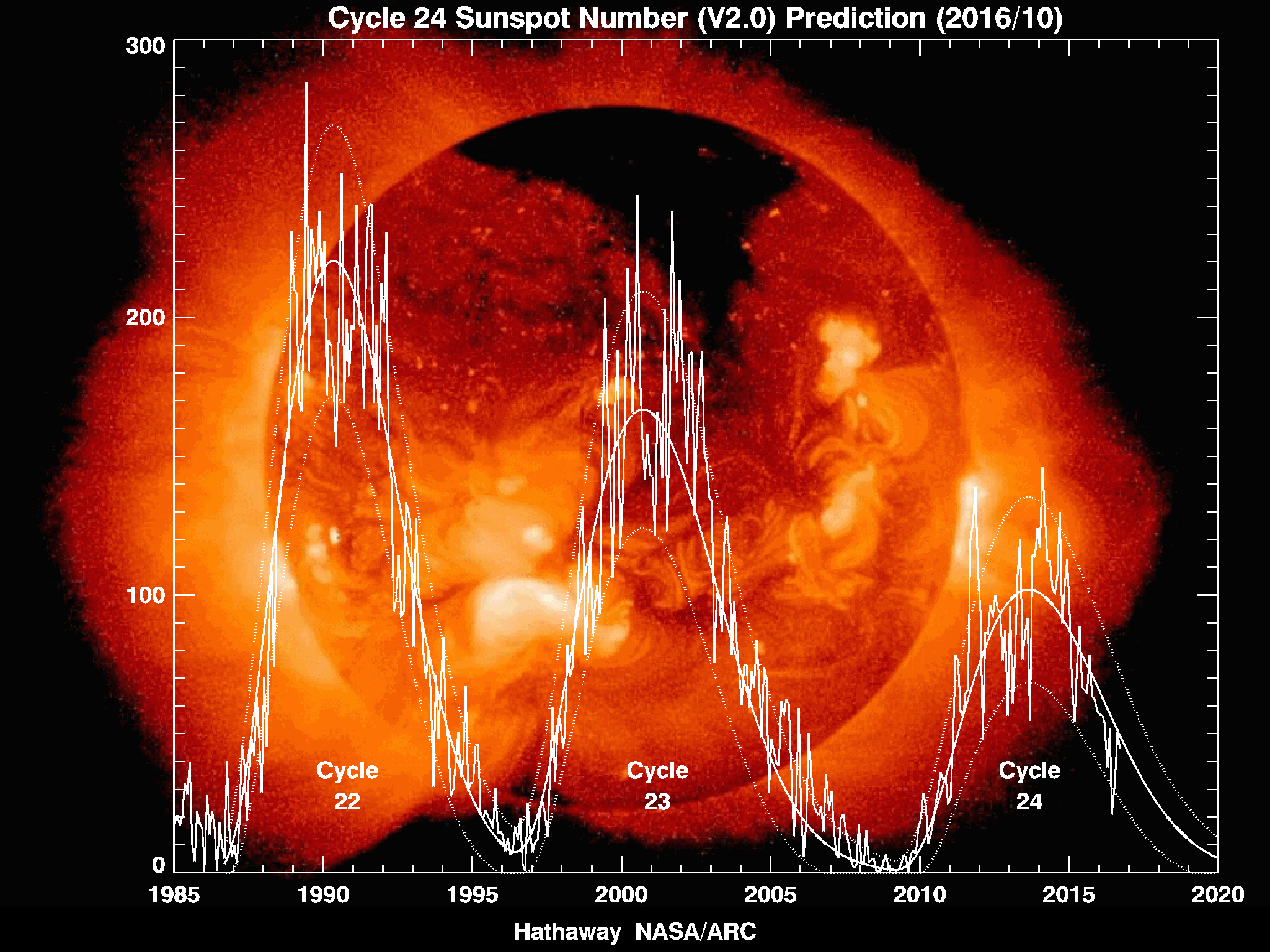
"A previsão para o ciclo solar 24 deu um número máximo suavizado de manchas solares de cerca de 69 no final do verão de 2013. O número suavizado de manchas solares atingiu 68.9 em agosto de 2013, então o máximo oficial foi pelo menos tão alto. O número suavizado de manchas solares aumentou novamente em direção a este segundo pico nos últimos cinco meses de 2016 e ultrapassou o nível do primeiro pico (66.9 em fevereiro de 2012). Muitos ciclos são de pico duplo, mas este é o primeiro em que o segundo pico no número de manchas solares foi maior que o primeiro. Isso foi mais de cinco anos no ciclo 24. O tamanho previsto e observado fez deste o menor ciclo de manchas solares desde o ciclo solar 14, que teve um máximo de 64.2 em fevereiro de 1906."

O ciclo solar, também conhecido como ciclo de atividade magnética solar, ciclo de manchas solares ou ciclo de Schwabe, é uma mudança quase periódica de 11 anos na atividade do Sol medida em termos de variações no número de manchas solares observadas na superfície do Sol. Durante o período de um ciclo solar, os níveis de radiação solar e ejeção de material solar, o número e o tamanho das manchas solares, as erupções solares e os loops coronais exibem uma flutuação sincronizada de um período de atividade mínima para um período de atividade máxima de volta a um período de atividade mínima.
O campo magnético do Sol muda durante cada ciclo solar, com a mudança ocorrendo quando o ciclo solar está próximo de seu máximo. Após dois ciclos solares, o campo magnético do Sol retorna ao seu estado original, completando o que é conhecido como ciclo de Hale.
Este ciclo foi observado durante séculos por mudanças na aparência do Sol e por fenômenos terrestres como a aurora, mas não foi claramente identificado até 1843. A atividade solar, impulsionada tanto pelo ciclo solar quanto pelos processos aperiódicos transitórios, governa o ambiente do espaço interplanetário criando o clima espacial e impactando as tecnologias espaciais e terrestres, bem como a atmosfera da Terra e também possivelmente as flutuações climáticas em escalas de séculos e mais.
Compreender e prever o ciclo solar continua sendo um dos grandes desafios da astrofísica, com grandes ramificações para a ciência espacial e a compreensão dos fenômenos magnetoidrodinâmicos em outras partes do universo.

## Definição
Os ciclos solares têm uma duração média de cerca de 11 anos. O máximo solar e o mínimo solar referem-se a períodos de contagem máxima e mínima de manchas solares. Os ciclos vão de um mínimo ao seguinte.

## História observacional
A ideia de um ciclo solar cíclico foi levantada pela primeira vez por Christian Horrebow com base em suas observações regulares de manchas solares feitas entre 1761 e 1776 no observatório Rundetarn em Copenhagen, Dinamarca. Em 1775, Horrebow observou como "parece que após um certo número de anos, a aparência do Sol se repete em relação ao número e tamanho das manchas". O ciclo solar, entretanto, não seria claramente identificado até 1843, quando Samuel Heinrich Schwabe notou uma variação periódica no número médio de manchas solares após 17 anos de observações solares. Schwabe continuou a observar o ciclo das manchas solares por mais 23 anos, até 1867. Em 1852, Rudolf Wolf designou o primeiro ciclo solar numerado iniciado em fevereiro de 1755 com base nas observações de Schwabe e outras. Wolf também criou um índice padrão de manchas solares, o número de Wolf, que continua a ser usado hoje.
Entre 1645 e 1715, muito poucas manchas solares foram observadas e registradas. Isso foi notado pela primeira vez por Gustav Spörer e mais tarde foi nomeado o mínimo de Maunder em homenagem à equipe de esposa e marido Annie Maunder e Edward Walter Maunder, que pesquisaram extensivamente esse intervalo peculiar.
Na segunda metade do século XIX, Richard Christopher Carrington e Spörer notaram independentemente o fenômeno das manchas solares aparecendo em diferentes latitudes heliográficas em diferentes partes do ciclo. (ver lei de Spörer) Alfred Harrison Joy descreveria mais tarde como a magnitude na qual as manchas solares são "inclinadas", com o(s) ponto(s) mais próximo(s) do equador do que o(s) ponto(s) posterior(es), cresce com a latitude dessas regiões. (ver lei de Joy).
A base física do ciclo foi elucidada por George Ellery Hale e colaboradores, que em 1908 mostraram que as manchas solares eram fortemente magnetizadas (a primeira detecção de campos magnéticos além da Terra). Em 1919, eles identificaram uma série de padrões que se tornariam coletivamente conhecidos como a lei de Hale:
- No mesmo hemisfério heliográfico, as regiões ativas bipolares tendem a ter a mesma polaridade principal.
- No hemisfério oposto, ou seja, através do equador, essas regiões tendem a ter a polaridade principal oposta.
- As polaridades principais em ambos os hemisférios mudam de um ciclo de manchas solares para o próximo.

As observações de Hale revelaram que o ciclo magnético completo, que mais tarde seria chamado de ciclo de Hale, abrange dois ciclos solares, ou 22 anos, antes de retornar ao seu estado original (incluindo a polaridade). Como quase todas as manifestações são insensíveis à polaridade, o ciclo solar de 11 anos continua sendo o foco da pesquisa; no entanto, as duas metades do ciclo de Hale normalmente não são idênticas: os ciclos de 11 anos geralmente alternam entre somas mais altas e mais baixas dos números de manchas solares de Wolf (a regra de Gnevyshev-Ohl).
Em 1961, a equipe de pai e filho de Harold e Horace Babcock estabeleceu que o ciclo solar é um processo magnético espaço-temporal que se desenvolve sobre o Sol como um todo. Eles observaram que a superfície solar é magnetizada fora das manchas solares, que este campo magnético (mais fraco) é um dipolo de primeira ordem, e que este dipolo sofre reversões de polaridade com o mesmo período do ciclo das manchas solares. O Modelo de Babcock de Horace descrevia o campo magnético oscilatório do Sol como tendo uma periodicidade quase estacionária de 22 anos. Cobriu a troca oscilatória de energia entre os componentes do campo magnético solar toroidal e poloidal.

## Histórico de ciclos

Reconstrução da atividade solar ao longo de 11.400 anos

Eventos de atividade solar registrados em radiocarbono. O período atual está à direita. Valores desde 1900 não mostrados

Os números de manchas solares nos últimos 11.400 anos foram reconstruídos usando proporções de isótopos de carbono-14. O nível de atividade solar a partir da década de 1940 é excepcional, o último período de magnitude semelhante ocorreu há cerca de 9.000 anos (durante o período boreal quente). O Sol esteve em um nível igualmente alto de atividade magnética por apenas ~10% dos últimos 11.400 anos. Quase todos os períodos anteriores de alta atividade foram mais curtos do que o episódio atual. Registros fósseis sugerem que o ciclo solar tem se mantido estável por pelo menos 700 milhões de anos. Por exemplo, a duração do ciclo durante o Permiano Inferior é estimada em 10.62 anos e da mesma forma no Neoproterozoico.
| Evento            | Início    | Fim       |
| ----------------- | --------- | --------- |
| Mínimo de Homero  | 750 a.C.  | 550 a.C.  |
| Mínimo de Oort    | 1040 d.C. | 1080 d.C. |
| Máximo Medieval   | 1100      | 1250      |
| Mínimo de Wolf    | 1280      | 1350      |
| Mínimo de Spörer  | 1450      | 1550      |
| Mínimo de Maunder | 1645      | 1715      |
| Mínimo de Dalton  | 1790      | 1820      |
| Máximo Moderno    | 1933      | 2008      |

Até 2009, pensava-se que 28 ciclos abrangeram os 309 anos entre 1699 e 2008, dando uma duração média de 11.04 anos, mas a pesquisa mostrou que o mais longo deles (1784-1799) pode realmente ter sido dois ciclos. Nesse caso, a duração média seria de apenas cerca de 10.7 anos. Desde que as observações começaram, ciclos tão curtos quanto 9 anos e tão longos quanto 14 anos foram observados, e se o ciclo de 1784-1799 for duplo, então um dos dois ciclos componentes deve ter menos de 8 anos de duração. Variações significativas de amplitude também ocorrem.
Existem várias listas de "grandes mínimos" históricos propostos para a atividade solar.

### Ciclos recentes

#### Ciclo 25
O ciclo solar 25 começou em dezembro de 2019. Várias previsões foram feitas para o ciclo solar 25 com base em diferentes métodos, variando de magnitude muito fraca a forte. Uma previsão baseada em física baseada nos modelos de transporte de fluxo de superfície solar e dínamo solar baseados em dados de Bhowmik e Nandy (2018) parece ter previsto corretamente a força do campo polar solar nos mínimos atuais e prevê um ciclo solar 25 fraco, mas não insignificante, semelhante ou ligeiramente mais forte que o ciclo solar 24. Notavelmente, eles descartam a possibilidade de o Sol cair em um estado semelhante ao mínimo de Maunder (inativo) na próxima década. Um consenso preliminar por uma previsão de Panel do ciclo solar 25 foi feito no início de 2019. Panel, organizado pelo Space Weather Prediction Center da NOAA (SWPC) e pela NASA, com base nas previsões publicadas do ciclo solar 25, concluiu que o ciclo solar 25 será muito semelhante ao ciclo solar 24. Eles antecipam que o mínimo do ciclo solar antes do ciclo 25 será longo e profundo, assim como o mínimo que precedeu o ciclo 24. Eles esperam que o máximo solar ocorra entre 2023 e 2026 com um intervalo de manchas solares de 95 a 130, dado em termos do número revisado de manchas solares.

#### Ciclo 24
O ciclo solar 24 começou em 4 de janeiro de 2008, com atividade mínima até o início de 2010. O ciclo apresentava um máximo solar de "pico duplo". O primeiro pico atingiu 99 em 2011 e o segundo no início de 2014 em 101. O ciclo 24 terminou em dezembro de 2019 após 11 anos.

#### Ciclo 23
O ciclo solar 23 durou 11.6 anos, começando em maio de 1996 e terminando em janeiro de 2008. O número máximo suavizado de manchas solares (número mensal de manchas solares em média durante um período de 1 ano) observado durante o ciclo solar foi de 120.8 (março de 2000) e o mínimo foi de 1.7. Um total de 805 dias não teve manchas solares durante este ciclo.

## Fenômenos
Como o ciclo solar reflete a atividade magnética, vários fenômenos solares impulsionados magneticamente seguem o ciclo solar, incluindo manchas solares, fáculas/plage, rede e ejeções de massa coronal.

### Manchas solares

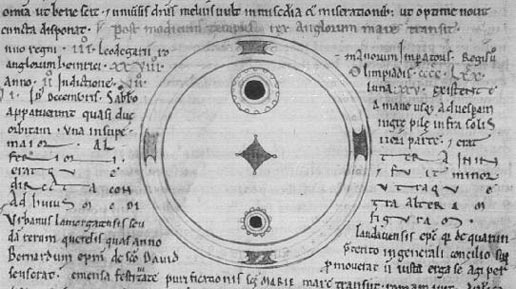
Um desenho de uma mancha solar nas Crônicas de João de Worcester, ca. 1100

A superfície aparente do Sol, a fotosfera, irradia mais ativamente quando há mais manchas solares. O monitoramento por satélite da luminosidade solar revelou uma relação direta entre o ciclo solar e a luminosidade com uma amplitude pico a pico de cerca de 0.1%. A luminosidade diminui em até 0.3% em uma escala de tempo de 10 dias quando grandes grupos de manchas solares giram na visão da Terra e aumentam em até 0.05% por até 6 meses devido a fáculas associadas a grandes grupos de manchas solares.
As melhores informações atuais vêm do SOHO (um projeto cooperativo da Agência Espacial Europeia e da NASA), como o magnetograma MDI, onde o campo magnético da "superfície" solar pode ser visto.
À medida que cada ciclo começa, as manchas solares aparecem em latitudes médias e depois se aproximam cada vez mais do equador até que um mínimo solar seja atingido. Esse padrão é melhor visualizado na forma do chamado diagrama de borboleta. As imagens do Sol são divididas em faixas latitudinais, e a superfície fracional média mensal das manchas solares é calculada. Isso é plotado verticalmente como uma barra codificada por cores e o processo é repetido mês após mês para produzir esse diagrama de série temporal.

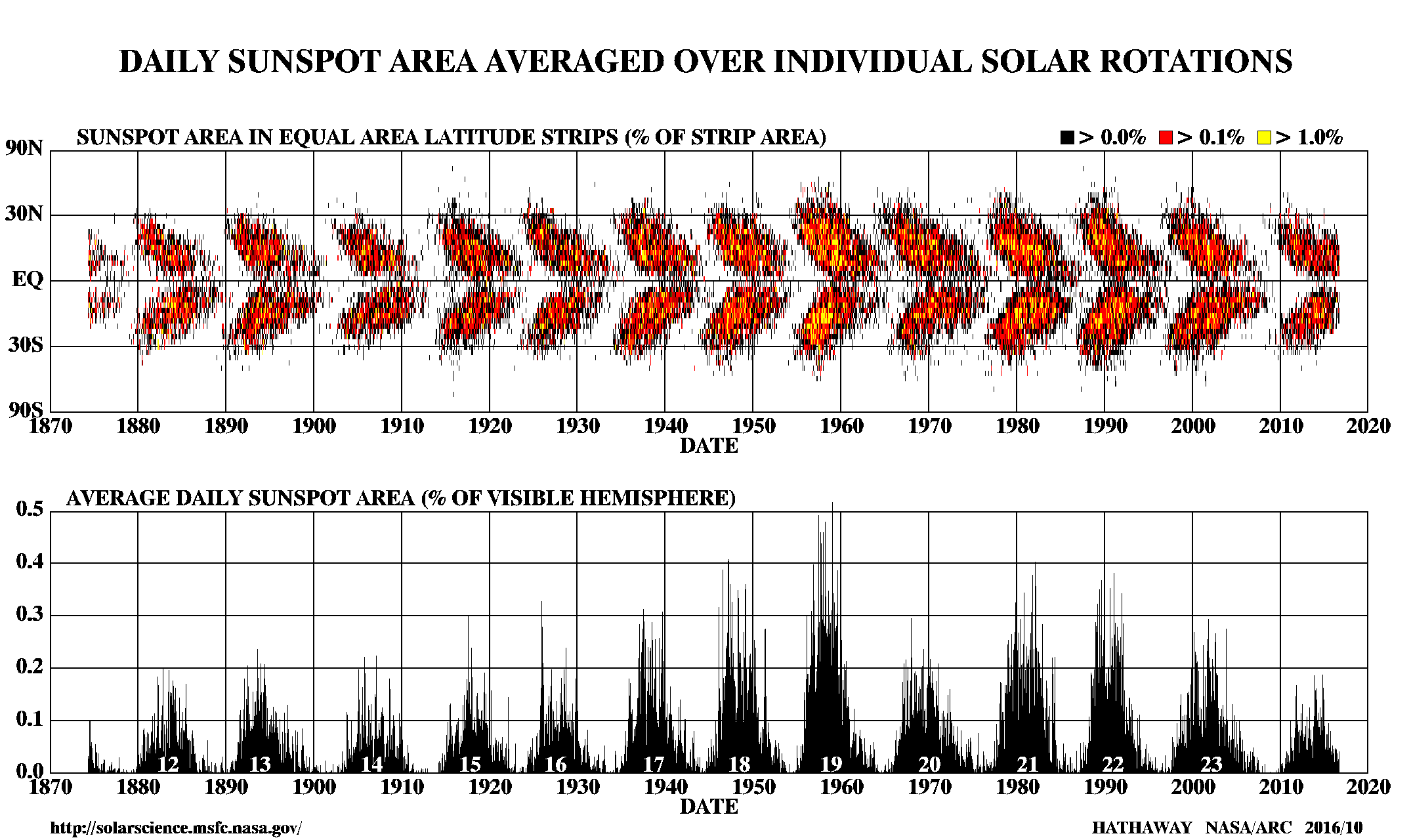
Esta versão do diagrama de borboleta de manchas solares foi construída pelo grupo solar do Centro de Voos Espaciais George C. Marshall da NASA. A versão mais recente pode ser encontrada em solarcyclescience.com

Enquanto as mudanças do campo magnético estão concentradas nas manchas solares, todo o Sol sofre mudanças análogas, embora de menor magnitude.

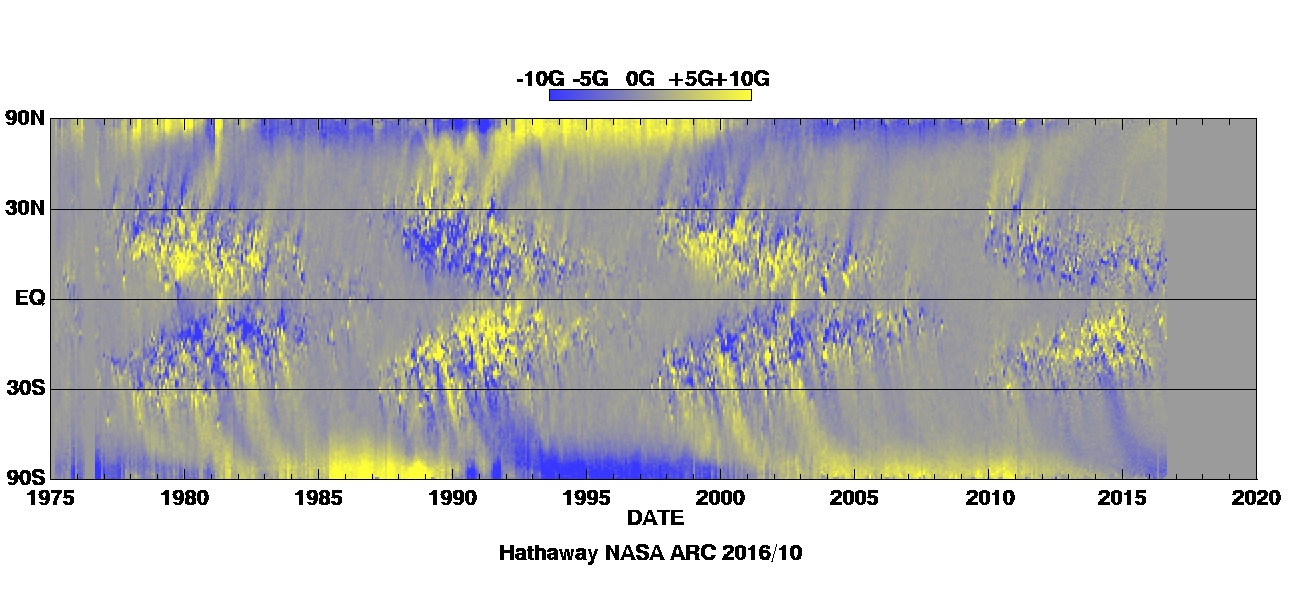
Diagrama de tempo versus latitude solar do componente radial do campo magnético solar, calculado em média ao longo da rotação solar sucessiva. A assinatura "borboleta" das manchas solares é claramente visível em baixas latitudes. Diagrama construído pelo grupo solar do Centro de Voos Espaciais George C. Marshall da NASA. A versão mais recente pode ser encontrada em solarcyclescience.com

### Fácula e praia

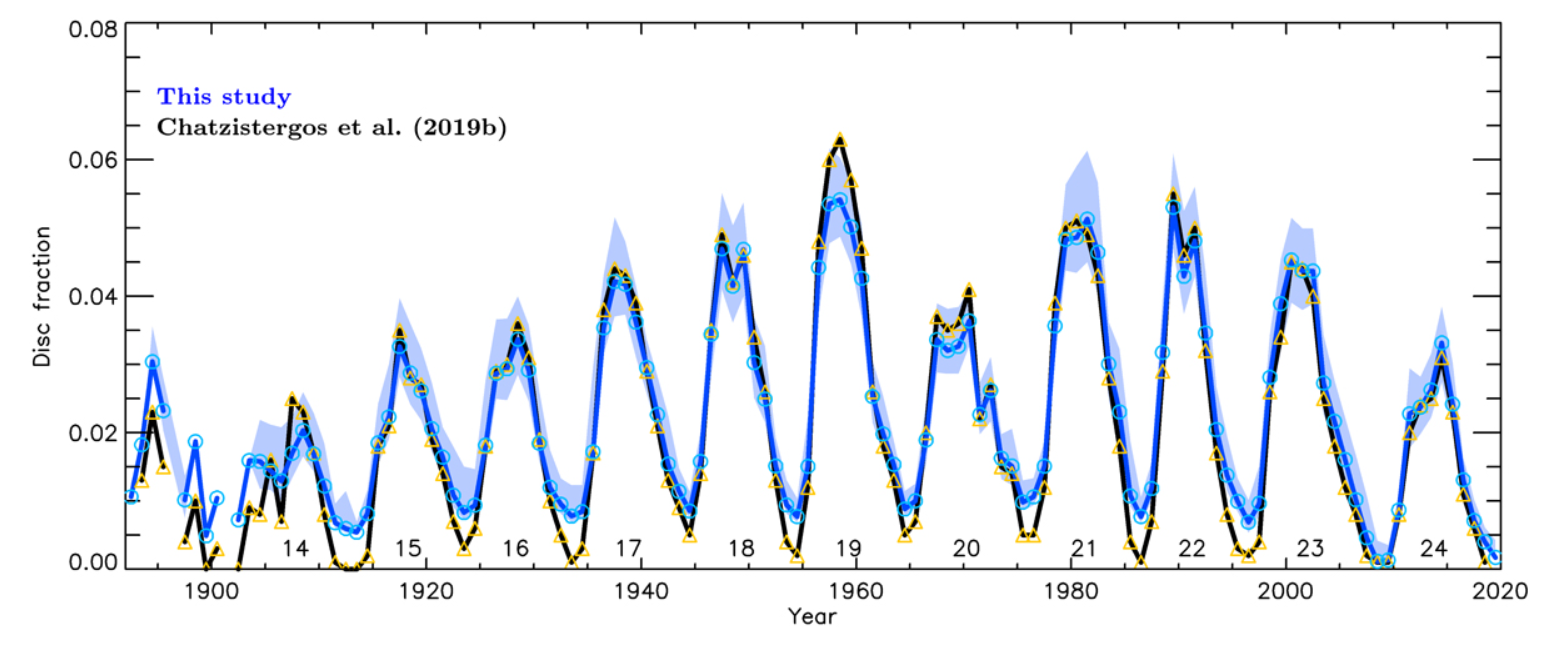
Evolução da área de plage solar ao longo do tempo

Fácula são características magnéticas brilhantes na fotosfera. Eles se estendem até a cromosfera, onde são chamados de praia. A evolução das áreas de praia é normalmente rastreada a partir de observações solares na linha Ca II K (393.37 nm). A quantidade de fácula e área de praia varia em fase com o ciclo solar, e são mais abundantes do que as manchas solares em aproximadamente uma ordem de magnitude. Eles exibem uma relação não linear com as manchas solares. A área das regiões de praia também está associada a fortes campos magnéticos na superfície solar.

### Erupções solares e ejeções de massa coronal
O campo magnético solar estrutura a coroa, dando-lhe a sua forma característica visível em tempos de eclipses solares. Estruturas complexas de campo magnético coronal evoluem em resposta a movimentos de fluidos na superfície solar e surgimento de fluxo magnético produzido pela ação do dínamo no interior solar. Por razões ainda não compreendidas em detalhes, às vezes essas estruturas perdem a estabilidade, levando a erupções solares e ejeções de massa coronal (CME). As erupções consistem em uma emissão abrupta de energia (principalmente nos comprimentos de onda ultravioleta e de raios-X), que pode ou não ser acompanhada por uma ejeção de massa coronal, que consiste na injeção de partículas energéticas (principalmente hidrogênio ionizado) no espaço interplanetário. Erupções e CME são causados pela liberação repentina localizada de energia magnética, que impulsiona a emissão de radiação ultravioleta e de raios-X, bem como de partículas energéticas. Esses fenômenos eruptivos podem ter um impacto significativo na atmosfera superior da Terra e no ambiente espacial, e são os principais impulsionadores do que agora é chamado de clima espacial. Consequentemente, a ocorrência de tempestades geomagnéticas e eventos de partículas energéticas solares mostra uma forte variação do ciclo solar, com pico próximo ao máximo de manchas solares.
A frequência de ocorrência de ejeções de massa coronal e erupções é fortemente modulada pelo ciclo. Erupções de qualquer tamanho são cerca de 50 vezes mais frequentes no máximo solar do que no mínimo. Grandes ejeções de massa coronal ocorrem em média algumas vezes ao dia no máximo solar, até uma a cada poucos dias no mínimo solar. O tamanho desses eventos em si não depende sensivelmente da fase do ciclo solar. Um exemplo disso são as três grandes erupções de classe X que ocorreram em dezembro de 2006, muito perto do mínimo solar; uma erupção X9.0 em 5 de dezembro permanece como um dos mais brilhantes já registrados.

## Padrões

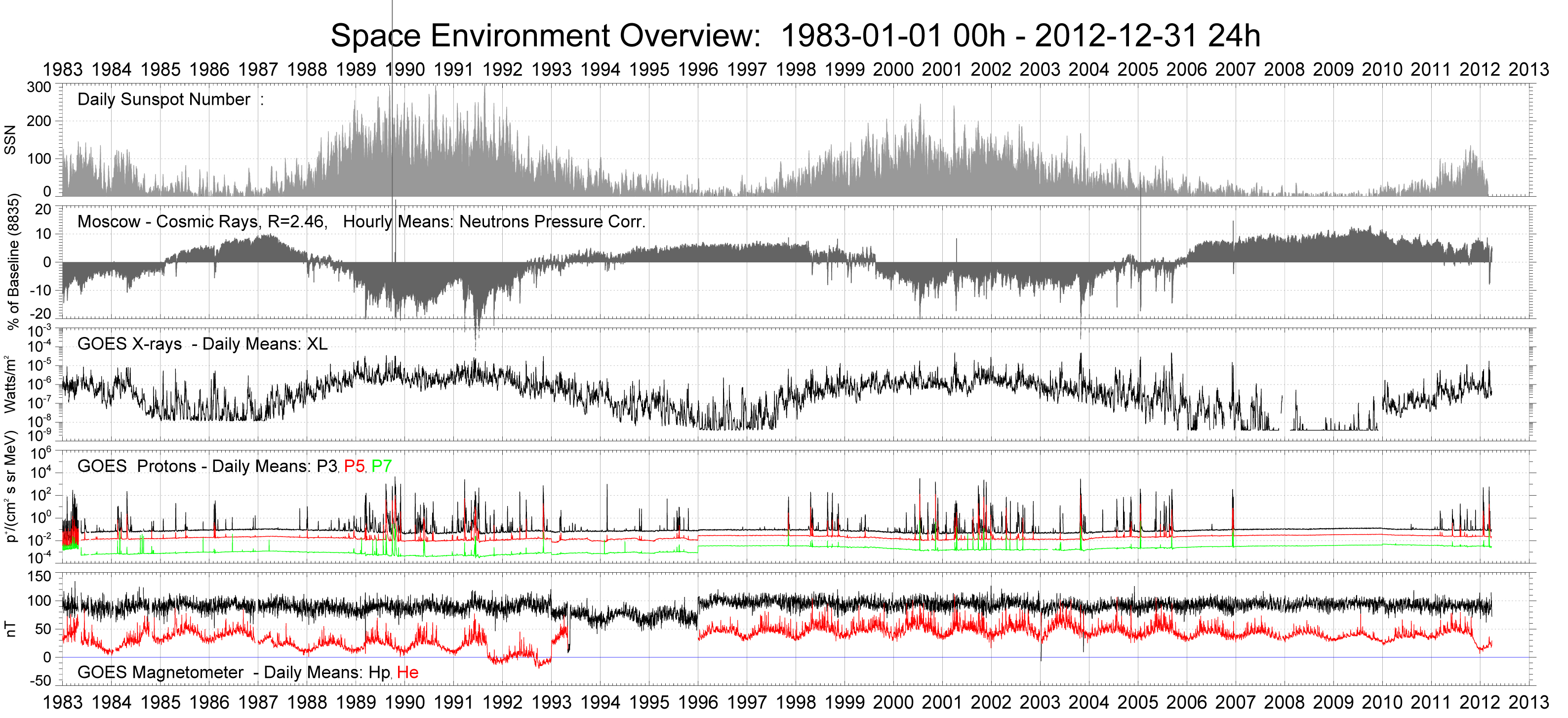
Uma visão geral de três ciclos solares mostra a relação entre o ciclo solar, os raios cósmicos galácticos e o estado do ambiente do espaço próximo da Terra

Juntamente com o ciclo de manchas solares de aproximadamente 11 anos, vários padrões e ciclos adicionais foram hipotetizados.

### Efeito Waldmeier
O efeito Waldmeier descreve a observação de que as amplitudes máximas dos ciclos solares são inversamente proporcionais ao tempo entre seus mínimos e máximos solares. Portanto, ciclos com amplitudes máximas maiores tendem a levar menos tempo para atingir seus máximos do que ciclos com amplitudes menores. Este efeito recebeu o nome de Max Waldmeier, que o descreveu pela primeira vez.

### Gnevyshev–Ohl rule
A regra de Gnevyshev-Ohl descreve a tendência da soma do número de Wolf ao longo de um ciclo solar ímpar exceder a do ciclo par anterior.

### Ciclo de Gleissberg
O ciclo de Gleissberg descreve uma modulação de amplitude dos ciclos solares com um período de cerca de 70 a 100 anos, ou sete ou oito ciclos solares. Foi nomeado após Wolfgang Gleißberg.
Variações centenárias associadas em campos magnéticos na coroa e na heliosfera foram detectadas usando isótopos cosmogênicos de carbono-14 e berílio-10 armazenados em reservatórios terrestres, como mantos de gelo e anéis de árvores e usando observações históricas de atividade de tempestade geomagnética, que unem o intervalo de tempo entre o fim dos dados de isótopos cosmogênicos utilizáveis e o início dos dados de satélite modernos.
Essas variações foram reproduzidas com sucesso usando modelos que empregam equações de continuidade do fluxo magnético e números observados de manchas solares para quantificar o surgimento do fluxo magnético do topo da atmosfera solar para a heliosfera, mostrando que observações de manchas solares, atividade geomagnética e isótopos cosmogênicos oferecem uma compreensão convergente das variações da atividade solar.

### Ciclo de Suess
O ciclo de Suess ou ciclo de Vries, é um ciclo presente em proxies de radiocarbono da atividade solar com um período de cerca de 210 anos. Foi nomeado após Hans E. Suess e Hessel de Vries. Apesar das taxas calculadas de produção de radioisótopos estarem bem correlacionadas com o registro de manchas solares de 400 anos, há pouca evidência do ciclo de Suess no registro de manchas solares de 400 anos por si só.

### Outros ciclos hipotéticos

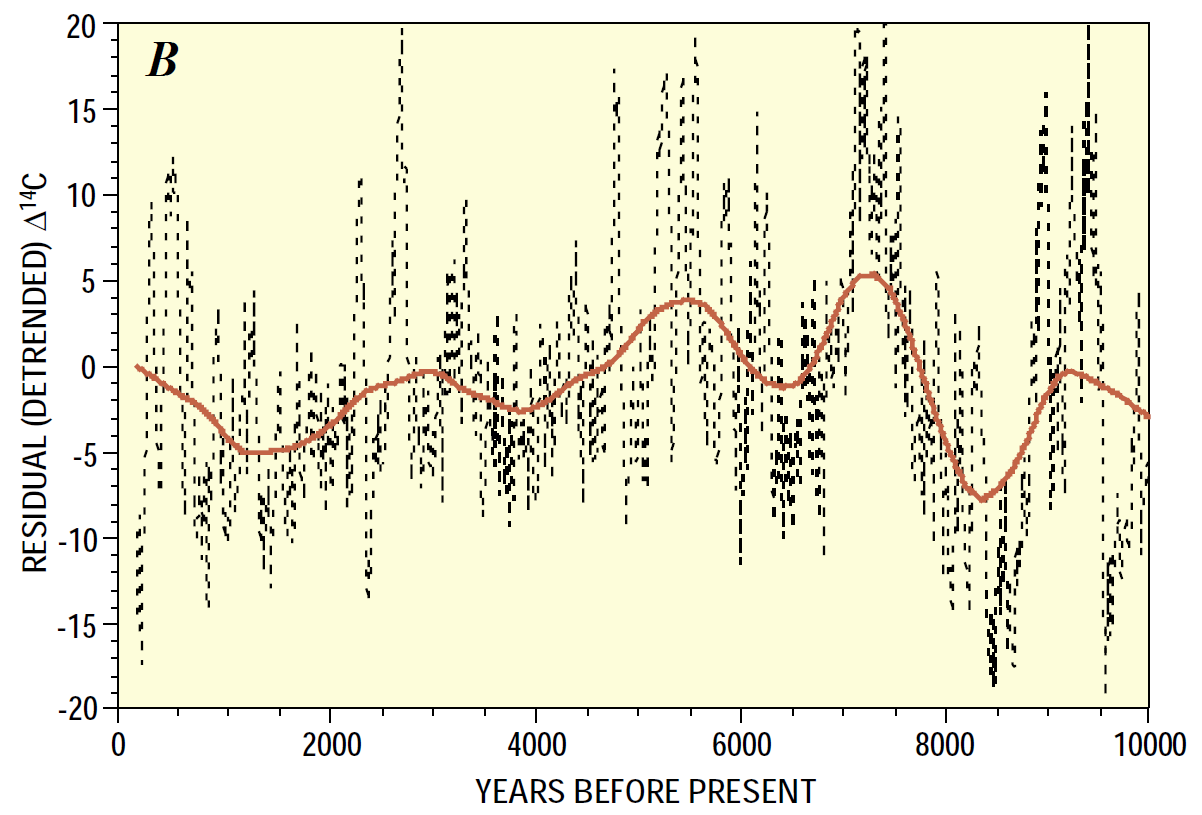
Ciclos de variação solar Hallstatt de 2.300 anos

A periodicidade da atividade solar com períodos mais longos que o ciclo solar de cerca de 11 (22) anos foi proposta, incluindo:
- Acredita-se que o ciclo de Hallstatt (nomeado após um período frio e úmido na Europa, quando as geleiras avançaram) se estenda por aproximadamente 2.400 anos.[50][51][52][53]
- Em estudos de proporções de carbono-14, ciclos de 105, 131, 232, 385, 504, 805 e 2.241 anos foram propostos, possivelmente combinando ciclos derivados de outras fontes.[54] Damon e Sonett[55] propuseram variações de médio e curto prazo baseadas no carbono-14 de períodos de 208 e 88 anos; além de sugerir um período de radiocarbono de 2.300 anos que modula o período de 208 anos.[56]
- Ciclo de Brückner-Egeson-Lockyer (ciclos de 30 a 40 anos)

## Efeitos

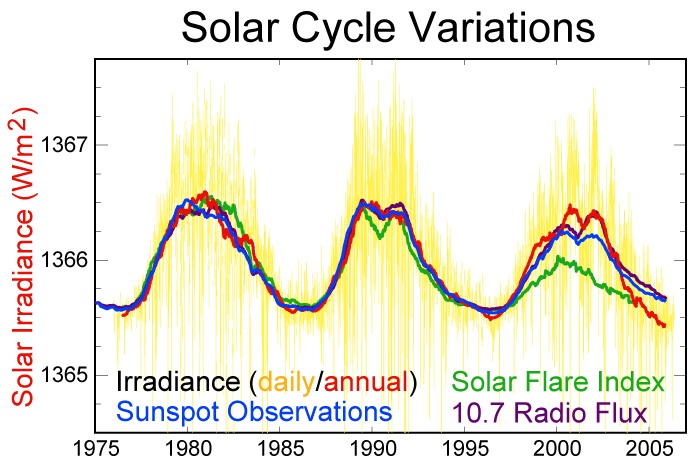
Ciclos de atividade 21, 22 e 23 observados no índice de número de manchas solares, TSI, fluxo de rádio de 10.7 cm e índice de erupções solares. As escalas verticais para cada quantidade foram ajustadas para permitir a sobreposição no mesmo eixo vertical do TSI. As variações temporais de todas as quantidades estão firmemente travadas em fase, mas o grau de correlação nas amplitudes é variável até certo ponto

### Solar

#### Magnetismo de superfície
As manchas solares eventualmente decaem, liberando fluxo magnético na fotosfera. Este fluxo é disperso e agitado por convecção turbulenta e fluxos solares de grande escala. Esses mecanismos de transporte levam ao acúmulo de produtos de decaimento magnetizados em altas latitudes solares, eventualmente revertendo a polaridade dos campos polares (observe como os campos azul e amarelo se invertem no gráfico Hathaway/NASA/MSFC acima).
O componente dipolar do campo magnético solar inverte a polaridade em torno do tempo de máximo solar e atinge o pico de força no mínimo solar.

### Espaço

#### Sonda espacial
CMEs (ejeções de massa coronal) produzem um fluxo de radiação de prótons de alta energia, às vezes conhecidos como raios cósmicos solares. Estes podem causar danos de radiação a eletrônicos e células solares em satélites artificiais. Eventos de prótons solares também podem causar eventos de distúrbio de evento único (SEU) em eletrônicos; ao mesmo tempo, o fluxo reduzido de radiação cósmica galáctica durante o máximo solar diminui o componente de alta energia do fluxo de partículas.
A radiação CME é perigosa para os astronautas em uma missão espacial que estão fora da blindagem produzida pelo campo magnético da Terra. Projetos de missões futuras (por exemplo, para uma missão a Marte), portanto, incorporam um "abrigo contra tempestades" protegido contra radiação para os astronautas se retirarem durante tal evento.
Wolfgang Gleißberg desenvolveu um método de previsão CME que se baseia em ciclos consecutivos.
O aumento da irradiância durante o máximo solar expande o envelope da atmosfera da Terra, fazendo com que os detritos espaciais de baixa órbita voltem a entrar mais rapidamente.

#### Fluxo de raios cósmicos galácticos
A expansão externa da ejeção solar no espaço interplanetário fornece superdensidades de plasma que são eficientes na dispersão de raios cósmicos de alta energia que entram no Sistema Solar vindos de outras partes da galáxia. A frequência dos eventos eruptivos solares é modulada pelo ciclo, alterando o grau de dispersão dos raios cósmicos no Sistema Solar externo de acordo. Como consequência, o fluxo de raios cósmicos no Sistema Solar interno é anticorrelacionado com o nível geral de atividade solar. Essa anticorrelação é claramente detectada nas medições do fluxo de raios cósmicos na superfície da Terra.
Alguns raios cósmicos de alta energia que entram na atmosfera da Terra colidem com força suficiente com constituintes atmosféricos moleculares que ocasionalmente causam reações de espalação nuclear. Os produtos de fissão incluem radionuclídeos como carbono-14 e berílio-10 que se depositam na superfície da Terra. Sua concentração pode ser medida em troncos de árvores ou núcleos de gelo, permitindo uma reconstrução dos níveis de atividade solar no passado distante. Tais reconstruções indicam que o nível geral de atividade solar desde meados do século XX está entre os mais altos dos últimos 10.000 anos, e que épocas de atividade suprimida, de durações variadas, ocorreram repetidamente durante esse período de tempo.

### Atmosférico

#### Irradiação solar
A irradiância solar total (TSI) é a quantidade de energia radiativa solar incidente na atmosfera superior da Terra. As variações do TSI eram indetectáveis até que as observações de satélite começaram no final de 1978. Uma série de radiômetros foi lançada em satélites desde a década de 1970. As medições TSI variaram de 1355 a 1375 W/m2 em mais de dez satélites. Um dos satélites, o ACRIMSAT, foi lançado pelo grupo ACRIM. A controversa "lacuna ACRIM" de 1989-1991 entre satélites ACRIM não sobrepostos foi interpolada pelo grupo ACRIM em um composto mostrando aumento de +0.037%/década. Outra série baseada nos dados do ACRIM é produzida pelo grupo PMOD e mostra uma tendência de queda de -0.008%/década. Essa diferença de 0.045%/década pode impactar os modelos climáticos. No entanto, a irradiância solar total reconstruída com modelos favorece a série PMOD, conciliando assim a questão do ACRIM-gap.
A irradiância solar varia sistematicamente ao longo do ciclo, tanto na irradiância total quanto em seus componentes relativos (UV vs visível e outras frequências). A luminosidade solar é estimada em 0.07% mais brilhante durante o máximo do meio do ciclo solar do que o mínimo solar terminal. O magnetismo fotosférico parece ser a principal causa (96%) da variação do TSI de 1996-2013. A proporção de luz ultravioleta para luz visível varia.
TSI varia em fase com o ciclo de atividade magnética solar com uma amplitude de cerca de 0.1% em torno de um valor médio de cerca de 1361.5 W/m2 (a "constante solar"). Variações em média de até -0.3% são causadas por grandes grupos de manchas solares e de +0.05% por grandes fáculas e a rede brilhante em uma escala de tempo de 7 a 10 dias (consulte os gráficos de variação do TSI). As variações do TSI da era dos satélites mostram tendências pequenas, mas detectáveis.
O TSI é maior no máximo solar, embora as manchas solares sejam mais escuras (mais frias) do que a fotosfera média. Isso é causado por outras estruturas magnetizadas além das manchas solares durante os máximos solares, como fáculas e elementos ativos da rede "brilhante", que são mais brilhantes (mais quentes) do que a fotosfera média. Eles supercompensam coletivamente o déficit de irradiação associado às manchas solares mais frias, mas menos numerosas. O principal condutor das mudanças TSI nas escalas de tempo de rotação solar e do ciclo solar é a variação da cobertura fotosférica dessas estruturas magnéticas solares radiativamente ativas.
As mudanças de energia na irradiação UV envolvidas na produção e perda de ozônio têm efeitos atmosféricos. O nível de pressão atmosférica de 30 hPa mudou de altura em fase com a atividade solar durante os ciclos solares 20-23. O aumento da irradiância ultravioleta causou maior produção de ozônio, levando ao aquecimento estratosférico e a deslocamentos em direção aos polos nos sistemas eólicos estratosférico e troposférico.

#### Radiação de comprimento de onda curto

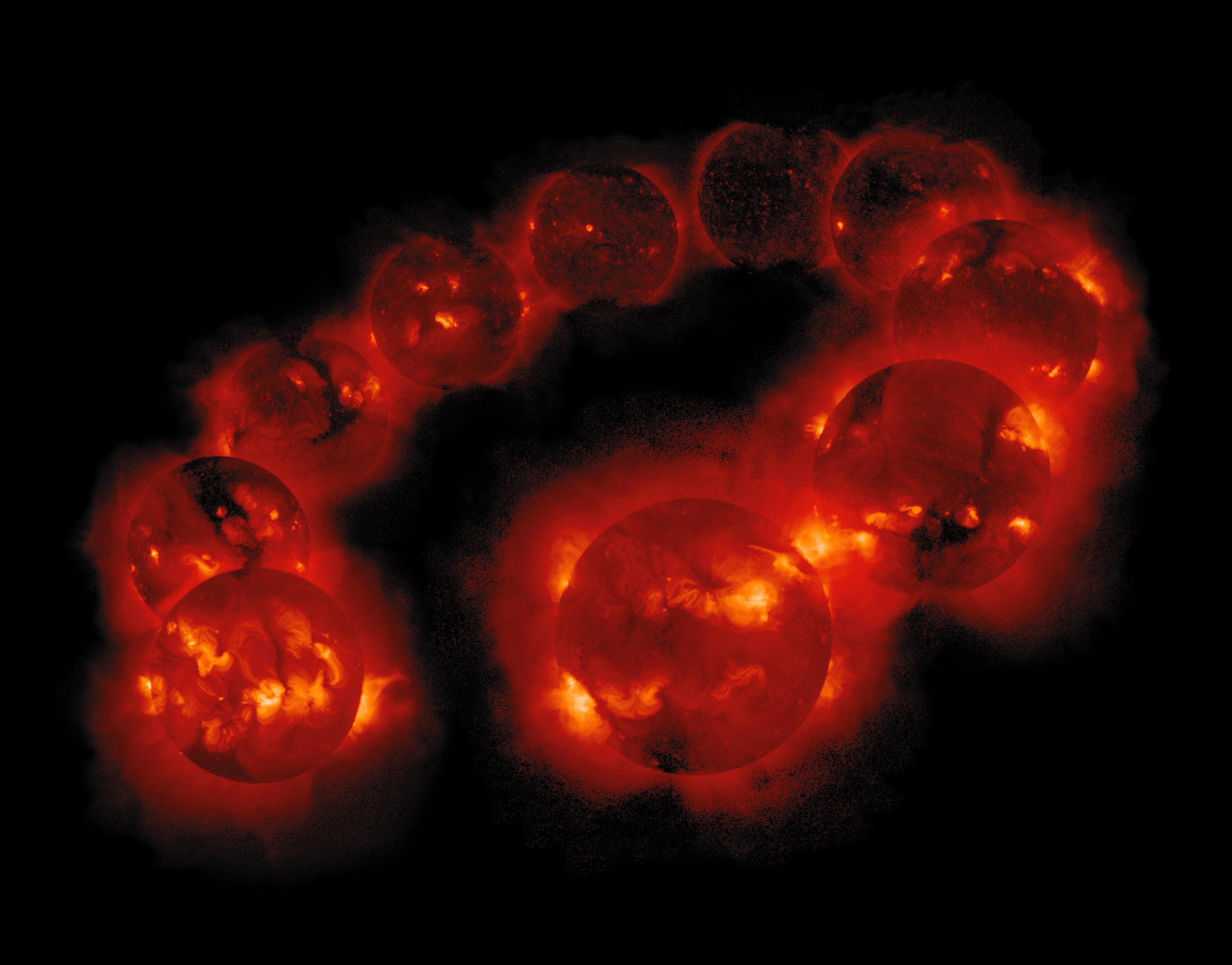
Um ciclo solar: uma montagem de dez anos de imagens Yohkoh SXT, demonstrando a variação na atividade solar durante um ciclo solar, de 30 de agosto de 1991 a 6 de setembro de 2001. Crédito: a missão Yohkoh do ISAS (Japão) e da NASA (Estados Unidos)

Com uma temperatura de 5870 K, a fotosfera emite uma proporção de radiação no ultravioleta extremo (EUV) e acima. No entanto, as camadas superiores mais quentes da atmosfera do Sol (cromosfera e coroa) emitem mais radiação de comprimento de onda curto. Como a atmosfera superior não é homogênea e contém estrutura magnética significativa, o fluxo solar ultravioleta (UV), EUV e de raios-X varia acentuadamente ao longo do ciclo.
A fotomontagem à direita ilustra esta variação para raios-X suaves, conforme observado pelo satélite japonês Yohkoh desde 30 de agosto de 1991, no pico do ciclo solar 22, até 6 de setembro de 2001, no pico do ciclo solar 23. Variações semelhantes relacionadas ao ciclo são observadas no fluxo de radiação solar UV ou EUV, como observado, por exemplo, pelos satélites SOHO ou TRACE.
Embora represente apenas uma fração minúscula da radiação solar total, o impacto da radiação solar UV, EUV e raios-X na atmosfera superior da Terra é profundo. O fluxo de UV solar é um dos principais impulsionadores da química estratosférica e os aumentos na radiação ionizante afetam significativamente a temperatura influenciada pela ionosfera e a condutividade elétrica.

#### Fluxo de rádio solar
A emissão do Sol em comprimento de onda centimétrico (rádio) é devida principalmente ao plasma coronal preso nos campos magnéticos que cobrem as regiões ativas. O índice F10.7 é uma medida do fluxo de rádio solar por unidade de frequência em um comprimento de onda de 10.7 cm, próximo ao pico da emissão de rádio solar observada. F10.7 é frequentemente expresso em SFU ou unidades de fluxo solar (1 SFU = 10−22 W m−2 Hz−1). Representa uma medida do aquecimento coronal difuso e não radiativo do plasma. É um excelente indicador dos níveis gerais de atividade solar e se correlaciona bem com as emissões de UV solar.
A atividade das manchas solares tem um efeito importante nas comunicações de rádio de longa distância, particularmente nas bandas de ondas curtas, embora as frequências de ondas médias e VHF baixas também sejam afetadas. Altos níveis de atividade de manchas solares levam a uma melhor propagação do sinal em bandas de frequência mais altas, embora também aumentem os níveis de ruído solar e distúrbios ionosféricos. Esses efeitos são causados pelo impacto do aumento do nível de radiação solar na ionosfera.
O fluxo solar de 10.7 cm pode interferir nas comunicações terrestres ponto a ponto.

#### Nuvens
As especulações sobre os efeitos das mudanças dos raios cósmicos ao longo do ciclo incluem potencialmente:
- Mudanças na ionização afetam a abundância do aerossol que serve como núcleo de condensação para a formação de nuvens.[77] Durante os mínimos solares, mais raios cósmicos atingem a Terra, potencialmente criando partículas de aerossol ultrapequenas como precursoras dos núcleos de condensação de nuvens.[78] Nuvens formadas a partir de grandes quantidades de núcleos de condensação são mais brilhantes, vivem mais e provavelmente produzem menos precipitação.
- Uma mudança nos raios cósmicos pode causar um aumento em certos tipos de nuvens, afetando o albedo da Terra.
- Foi proposto que, particularmente em altas latitudes, a variação dos raios cósmicos pode impactar a cobertura de nuvens terrestres de baixa altitude (ao contrário da falta de correlação com nuvens de alta altitude), parcialmente influenciada pelo campo magnético interplanetário impulsionado pelo Sol (bem como a passagem pelos braços galácticos em prazos mais longos),[79][80][81][82] mas esta hipótese não foi confirmada.[83]

Trabalhos posteriores mostraram que a produção de nuvens por meio de raios cósmicos não poderia ser explicada por partículas de nucleação. Os resultados do acelerador falharam em produzir partículas suficientes e suficientemente grandes para resultar na formação de nuvens; isso inclui observações após uma grande tempestade solar. Observações após o acidente nuclear de Chernobil não mostram nuvens induzidas.

### Terrestre

#### Organismos
O impacto do ciclo solar nos organismos vivos foi investigado (ver cronobiologia). Alguns pesquisadores afirmam ter encontrado conexões com a saúde humana.
A quantidade de luz ultravioleta UVB a 300 nm que atinge a superfície da Terra varia em alguns por cento ao longo do ciclo solar devido a variações na camada protetora de ozônio. Na estratosfera, o ozônio é continuamente regenerado pela divisão das moléculas de O2 pela luz ultravioleta. Durante um mínimo solar, a diminuição da luz ultravioleta recebida do Sol leva a uma diminuição da concentração de ozônio, permitindo que o aumento de UVB atinja a superfície da Terra.

#### Comunicação via rádio
Os modos de comunicação de rádio Skywave operam dobrando (refratando) ondas de rádio (radiação eletromagnética) através da ionosfera. Durante os "picos" do ciclo solar, a ionosfera torna-se cada vez mais ionizada por fótons solares e raios cósmicos. Isso afeta a propagação da onda de rádio de maneiras complexas que podem facilitar ou dificultar as comunicações. A previsão dos modos skywave é de considerável interesse para comunicações comerciais marítimas e aeronáuticas, operadores de rádio amador e emissoras de ondas curtas. Esses usuários ocupam frequências dentro do espectro de rádio de alta frequência ou 'HF' que são mais afetados por essas variações solares e ionosféricas. Mudanças na produção solar afetam a frequência máxima utilizável, um limite na frequência mais alta utilizável para comunicações.

#### Clima
Propõe-se que as variações de longo e curto prazo na atividade solar afetem potencialmente o clima global, mas provou ser um desafio mostrar qualquer ligação entre a variação solar e o clima.
As primeiras pesquisas tentaram correlacionar o clima com sucesso limitado, seguidas por tentativas de correlacionar a atividade solar com a temperatura global. O ciclo também impacta o clima regional. Medições do Spectral Irradiance Monitor do SORCE mostram que a variabilidade UV solar produz, por exemplo, invernos mais frios nos Estados Unidos e no norte da Europa e invernos mais quentes no Canadá e no sul da Europa durante os mínimos solares.
Três mecanismos propostos mediam os impactos climáticos das variações solares:
- Irradiância solar total ("Forçamento radiativo").
- Irradiância ultravioleta. O componente UV varia mais do que o total, então se UV fosse por alguma razão (ainda desconhecida) tendo um efeito desproporcional, isso poderia afetar o clima.
- Mudanças de raios cósmicos galácticos mediadas pelo vento solar, que podem afetar a cobertura de nuvens.

A variação do ciclo solar de 0.1% tem efeitos pequenos, mas detectáveis, no clima da Terra. C. D. Camp e K. K. Tung sugerem que a irradiância solar se correlaciona com uma variação de 0.18 K ± 0.08 K na temperatura global média medida entre o máximo e o mínimo solar.
Outros efeitos incluem um estudo que encontrou uma relação com os preços do trigo, e outro que encontrou uma correlação fraca com o fluxo de água no rio Paraná. Ciclos de onze anos foram encontrados em espessuras de anéis de árvores e camadas no fundo de um lago centenas de milhões de anos atrás.
O consenso científico atual, mais especificamente o do IPCC, é que as variações solares desempenham apenas um papel marginal na condução da mudança climática global, uma vez que a magnitude medida da variação solar recente é muito menor do que a forçante devido aos gases de efeito estufa. Além disso, a atividade solar média na década de 2010 não foi maior do que na década de 1950 (veja acima), enquanto as temperaturas globais médias aumentaram acentuadamente durante esse período. Caso contrário, o nível de compreensão dos impactos solares no clima é baixo.
As variações solares também afetam o decaimento orbital de objetos na órbita terrestre baixa (LEO), alterando a densidade da termosfera superior.

## Dínamo solar
Pensa-se que o ciclo solar de 11 anos seja metade de um ciclo de dínamo solar Babcock-Leighton de 22 anos, que corresponde a uma troca oscilatória de energia entre os campos magnéticos solares toroidais e poloidais que é mediado por fluxos de plasma solar que também fornecem energia para o sistema dínamo a cada passo. No máximo do ciclo solar, o campo magnético dipolar poloidal externo está próximo de sua força mínima do ciclo do dínamo, mas um campo quadrupolar toroidal interno, gerado por rotação diferencial dentro da tacoclina, está próximo de sua força máxima. Neste ponto do ciclo do dínamo, a ressurgência flutuante dentro da zona de convecção força a emergência do campo magnético toroidal através da fotosfera, dando origem a pares de manchas solares, aproximadamente alinhadas leste-oeste com polaridades magnéticas opostas. A polaridade magnética dos pares de manchas solares se alterna a cada ciclo solar, um fenômeno descrito pela lei de Hale.
Durante a fase de declínio do ciclo solar, a energia muda do campo magnético toroidal interno para o campo poloidal externo, e as manchas solares diminuem em número. No mínimo solar, o campo toroidal está, correspondentemente, na intensidade mínima, as manchas solares são relativamente raras e o campo poloidal está na intensidade máxima. Durante o próximo ciclo, a rotação diferencial converte a energia magnética de volta do campo poloidal para o toroidal, com uma polaridade oposta ao ciclo anterior. O processo continua continuamente e, em um cenário idealizado e simplificado, cada ciclo de mancha solar de 11 anos corresponde a uma mudança na polaridade do campo magnético de grande escala do Sol.
Modelos de dínamo solar indicam que os processos de transporte de fluxo de plasma no interior solar, como rotação diferencial, circulação meridional e bombeamento turbulento, desempenham um papel importante na reciclagem dos componentes toroidais e poloidais do campo magnético solar (Hazra e Nandy, 2016). As forças relativas desses processos de transporte de fluxo também determinam a "memória" do ciclo solar que desempenha um papel importante nas previsões baseadas na física do ciclo solar. Yeates, Nandy e Mackay (2008) e Karak e Nandy (2012), em particular, utilizaram simulações de dínamo solar não linear estocasticamente forçadas para estabelecer que a memória do ciclo solar é curta, durando mais de um ciclo, implicando assim que previsões precisas são possíveis apenas para o próximo ciclo solar e não além. Este postulado de uma memória curta de um ciclo no mecanismo do dínamo solar foi posteriormente verificado observacionalmente por Muñoz-Jaramillo et al. (2013).
Embora a tacoclina tenha sido considerada a chave para gerar o campo magnético de grande escala do Sol, pesquisas recentes questionaram essa suposição. Observações de rádio de anãs marrons indicaram que elas também mantêm campos magnéticos de grande escala e podem exibir ciclos de atividade magnética. O Sol tem um núcleo radiativo rodeado por um envelope convectivo, e no limite destes dois está a tacoclina. No entanto, as anãs marrons não possuem núcleos radiativos e tacoclinas. Sua estrutura consiste em um envelope convectivo semelhante ao solar que existe do núcleo à superfície. Como eles não possuem tachoclina, mas ainda exibem atividade magnética semelhante à solar, foi sugerido que a atividade magnética solar é gerada apenas no envelope convectivo.

## Influência especulada dos planetas
Há muito se teoriza que os planetas podem ter influência no ciclo solar, com muitos artigos especulativos publicados. Por exemplo, um artigo de 2012 propôs que o torque exercido pelos planetas em uma camada de tacoclina não esférica no fundo do Sol pode sincronizar o dínamo solar. No entanto, seus resultados mostraram ser um artefato do método de suavização aplicado incorretamente, levando ao aliasing. Modelos adicionais incorporando a influência das forças planetárias no Sol já foram propostos. No entanto, sabe-se que a variabilidade solar é essencialmente estocástica e imprevisível além de um ciclo solar, o que contradiz a ideia da influência planetária determinística no dínamo solar. Além disso, os modelos modernos de dínamo são capazes de reproduzir o ciclo solar sem nenhuma influência planetária. Assim, a influência planetária no dínamo solar é considerada marginal e contradizendo os princípios da Navalha de Ockham.
Em 1974, o livro best-seller The Jupiter Effect foi publicado com base na ideia de que o alinhamento dos planetas alteraria o vento solar do Sol e, por sua vez, o clima da Terra. O livro previu uma série de eventos catastróficos, os quais não ocorreram.